# Требушовце
Требушовце (словац. Trebušovce) — село, громада округу Вельки Кртіш, Банськобистрицький край, центральна Словаччина, регіон Гонт. Кадастрова площа громади — 9,48 км².
Населення 185 осіб (станом на 31 грудня 2017 року).

## Історія
Требушовце вперше згадується в 1247 році.

## Географія
Протікає Требушовський потік.

## Населення
| Рік:            | 1994. | 2004.   | 2014.   | 2024.    |
| --------------- | ----- | ------- | ------- | -------- |
| Кількість осіб: | 223   | 205     | 195     | 157      |
| Різниця:        |       | -8,07 % | -4,87 % | -19,48 % |

| Рік:            | 2023. | 2024.   |
| --------------- | ----- | ------- |
| Кількість осіб: | 159   | 157     |
| Різниця:        |       | -1,25 % |